# Idiodes prionosema
Idiodes prionosema är en fjärilsart som beskrevs av Turner 1919. Idiodes prionosema ingår i släktet Idiodes och familjen mätare. Inga underarter finns listade i Catalogue of Life.